# Seidl
Seidl ist ein Familienname aus dem deutschsprachigen Raum.

## Varianten
- Seidel
- Seydel

## Namensträger

### A
- Adolf Seidl (1861–1941), böhmischer Lehrer, Fachschriftsteller und Funktionär
- Albericus Seidl (1759–1828), österreichischer Zisterzienser und Komponist
- Alfred Seidl (1911–1993), deutscher Jurist und Politiker
- Alice Seidl (* 1992), österreichische Politikerin (SPÖ)
- Alois Seidl (Maler) (1897–1970), deutscher Maler
- Alois Seidl (Physiker) (1917–1986), deutscher Physiker und Glaswissenschaftler
- Alois Seidl (Politiker) (1923–1995), österreichischer Volkschullehrer, -direktor und Politiker
- Alois Seidl (Agrarwissenschaftler) (1934–2015), deutscher Agrarwissenschaftler
- Andreas Seidl (Maler) (1760–1834), deutscher Maler
- Andreas Seidl (Moderator) (* 1972), österreichischer Fernsehmoderator
- Andreas Seidl (Motorsportfunktionär) (* 1976), deutscher Motorsport-Ingenieur und Formel-1-Teamchef
- Angelika Seidl (* 1986), deutsche Fußballspielerin
- Anton Seidl (1850–1898), ungarisch-US-amerikanischer Dirigent
- Arthur Seidl (1863–1928), deutscher Schriftsteller und Dramaturg
- Auguste Seidl-Kraus (1853–1939), österreichisch-US-amerikanische Sängerin, Gattin von Anton Seidl

### C
- Carl George Friedrich von Seidl (* 1752; † um 1830), preußischer Offizier, Landrat, Militärschriftsteller und Herausgeber
- Carl Seidl (Priester) (1846–1923), österreichischer Priester
- Carl Seidl (1858–1936), österreichischer Architekt
- Charlotte Seidl (* 1948), österreichische Künstlerin
- Christian Seidl (1832–1861), deutscher Dirigent, Pianist und Komponist, siehe Christian Seidel (Musiker)
- Christian Seidl (Journalist) (* 1964), deutscher Journalist und Übersetzer
- Christian Seidl (Wirtschaftswissenschaftler) (* 1940), österreichischer Professor

- Christoph Seidl (Goldschmied) (Georg Christoph Seidl; 1695–1762), deutscher Goldschmied
- Christoph Seidl (Sänger) (* 1987), österreichischer Sänger (Bass)
- Claudius Seidl (* 1959), deutscher Publizist und Filmkritiker
- Clemens Seidl (* 2002), österreichischer Fußballspieler
- Conrad Seidl (* 1958), österreichischer Redakteur und Autor

### D
- David Seidl (* 1971), deutscher Ökonom

### E
- Edda Seidl-Reiter (1940–2022), österreichische Textilkünstlerin und Malerin
- Eduard Seidl von Hohenveldern (1854–1924), mährischer Großindustrieller, Großgrundbesitzer und Agrarfachmann
- Elisabeth Seidl (* 1939), österreichische Pflegewissenschaftlerin
- Emanuel Seidl (Mediziner) (1815–1872), böhmischer Ophthalmologe und Pharmakognost
- Emanuel von Seidl (1856–1919), deutscher Architekt und Ingenieur
- Erich Seidl (Ingenieur) (1880–1939), deutscher Bergbauingenieur und nationalsozialistischer Wissenschaftspolitiker
- Erich Seidl (Gewichtheber) (* 1960), österreichischer Gewichtheber
- Ernst Seidl (Maler) (1891–1966), österreichischer Maler
- Ernst Seidl (Segler) (* 1950), österreichischer Segler
- Ernst Seidl (Fußballspieler) (* 1959), österreichischer Fußballspieler
- Ernst Seidl (Kunsthistoriker) (* 1961), deutscher Kunsthistoriker und Museologe
- Erwin Seidl (1905–1987), deutscher Papyrologe und Rechtshistoriker

### F
- Ferdinand Seidl (Naturwissenschaftler) (1856–1942), slowenischer Naturwissenschaftler, auch Ferdo Seidl genannt
- Ferdinand Seidl (Politiker) (Pseudonym Kurt Rudolf; 1875–1915), deutschböhmischer Journalist und Politiker
- Florian Seidl (1893–1972), deutscher Schriftsteller
- Franz Seidl (Philanthrop) (1836–1903), österreichischer Kaffeehausbesitzer, Organisator und Philanthrop
- Franz Seidl (Radsportler) (1879–1913), österreichischer Radsportler, Automobilsportler und Pilot
- Franz Seidl (Politiker) (1911–1992), deutscher Jurist und Politiker (CSU)
- Franziska Seidl (1892–1983), österreichische Physikerin
- Friederike Seidl (1936–1987), österreichische Politikerin (SPÖ)
- Friedrich von Seidl (1777–1839), österreichischer Generalmajor
- Fritz Seidl (Fußballspieler) (1919–nach 1947), deutscher Fußballspieler
- Fritz Seidl (Zoologe) (1936–2001), österreichischer Malakologe

### G
- Gabriel von Seidl (1848–1913), deutscher Architekt
- Georg Seidl (Politiker) (1896–1968), österreichischer Politiker
- Georg Seidl (Basketballspieler) (* 1967), österreichischer Basketballspieler
- Georg Seidl (Fußballspieler) (* 1986), österreichischer Fußballspieler
- Gertrude Seidl (1948–2009), österreichische Politikerin
- Gery Seidl (* 1975), österreichischer Kabarettist
- Gottlieb Seidl (1774–1823), deutscher Jurist und Politiker
- Grete Seidl (1921–2006), österreichische Mundartdichterin

### H
- Hannes Seidl (* 1977), deutscher Komponist
- Hans Seidl (Dirigent) (1841–1917), deutscher Dirigent
- Hans Seidl (Heimatdichter) (1895–1977), deutscher Heimatdichter und Volkskundler
- Hans Seidl (Komponist) (1907–1973), deutscher Komponist, Musiker und Volksliedersammler
- Hans Seidl (Chemiker) (* 1940), deutscher Chemiker, Industriemanager und Verbandsfunktionär
- Hans Seidl (Eishockeyspieler) (* vor 1945), deutscher Eishockeyspieler
- Harald Seidl (* 1955), österreichischer Politiker (SPÖ), Bürgermeister von Traun
- Heinrich Seidl (Künstler) (1884–1962), österreichischer Lehrer, Grafiker, Holzschneider und Naturschützer
- Heinrich Seidl (Segler) (1905–1993), deutscher Segler und Segelschulgründer
- Helene Seidl, deutsche Foley Artist Sounddesignerin, Mischtonmeisterin, Synchron-Aufnahmetonmeisterin, Soundeditorin, Synchron-Editorin
- Herbert Seidl, österreichischer Radrennfahrer
- Hermann Seidl (1958–2018), deutscher Komponist
- Horst Seidl (* 1938), deutscher Philosoph und Philosophiehistoriker

### I
- Ignaz Seidl (Industrieller, 1824) (1824–1898), mährischer Großindustrieller
- Ignaz Seidl (Industrieller, 1851) (1851–1929), mährischer Großindustrieller
- Ignaz Seidl (Industrieller, 1883) (1883–1922), mährischer Großindustrieller
- Ignaz Seidl-Hohenveldern (1918–2001), österreichischer Völkerrechtler
- Irmi Seidl (* 1962), deutsche Ökonomin

### J
- Jakob Seidl (* 2005), österreichischer Fußballspieler
- Johann Gabriel Seidl (1804–1875), österreichischer Archäologe, Lyriker, Dramatiker, Lehrer und Beamter
- Johannes Seidl (* 1955), österreichischer Historiker
- Josef Seidl (Politiker, 1893) (1893–1967), österreichischer Politiker
- Josef Seidl (Mediziner) (1901–1985), deutscher Arzt und Standesfunktionär
- Josef Seidl (Politiker, 1913) (1913–1998), österreichischer Politiker (SPÖ), Mitglied des Bundesrates
- Josef Seidl (Motorsportler) (1921–2001), deutscher Speedwayfahrer
- Josef Seidl (Komponist) (* 1934), österreichischer Komponist, Kapellmeister und Musikpädagoge
- Josef Seidl (Politiker, III), deutscher Beamter und Politiker (CSU)
- Josef Seidl (Politiker, 1963) (1963–2022), deutscher Politiker (AfD)
- Josef Seidl-Seitz (1908–1988), deutscher Maler und Holzschneider
- Julia Seidl (* 1981), österreichische Politikerin (NEOS), Abgeordnete zum Nationalrat

### K
- Karl Seidl (Musiker) (1905–1971), österreichischer Kapellmeister und Heimatforscher
- Karl Seidl (Maler) (1921–1978), deutscher Maler und Restaurateur
- Konrad Seidl (1824–1884), österreichischer Gutsbesitzer und Abgeordneter des Abgeordnetenhauses
- Konstanze Seidl (* 1966), deutsche Fußballspielerin
- Kurt Seidl (1902–?; vermisst seit Mai 1945), mährischer Komponist

### L
- Lea Seidl (1895–1987), österreichische Operettensängerin und Schauspielerin
- Leonhard Seidl (* 1949), deutscher Schriftsteller
- Leonhard Florian Seidl (* 1976), deutscher Schriftsteller, Kolumnist, Journalist und Sozialpädagoge
- Ludwig von Seidl, deutscher Architekt und Maler

### M
- Manfred Seidl (* 1944), österreichischer Feuerwehrfunktionär
- Manuel Seidl (* 1988), österreichischer Fußballspieler
- Mario Seidl (Eishockeyspieler) (* 1992), österreichischer Eishockeyspieler
- Mario Seidl (Nordischer Kombinierer) (* 1992), österreichischer Nordischer Kombinierer
- Martin Seidl (Politiker) (1934–2021), deutscher Politiker (CSU)
- Martin Seidl (Handballspieler) (* 1989), österreichischer Handballspieler
- Martin A. Seidl (* 1975), deutscher Musiktherapeut, Musiker und Komponist
- Martina Seidl, Ehename von Martina Zellner (* 1974), deutsche Biathletin
- Matthias Seidl (* 2001), österreichischer Fußballspieler
- Max Seidl (1862–1918), mährischer Großindustrieller
- Maximilian Wilhelm von Seidl (* um 1725; † 1782), preußischer Landrat
- Michael Seidl (1767–1842), deutscher Wirtschaftsbeamter und Mathematiker

### N
- Norbert Seidl (* 1963), deutscher Politiker (SPD)

### O
- Oliver Seidl (* 1963), deutscher Manger, CFO der Schenker AG
- Otmar Seidl (* 1944), deutscher Arzt, Psychoanalytiker und Soziologe
- Otto Seidl (Musiker) (1913–2013), sudetendeutscher Instrumentenbauer, Orchesterleiter und Musiklehrer
- Otto Seidl (1931–2022), deutscher Richter

### P
- Paul Seidl (1948–2019), österreichischer Bildhauer und Aktionskünstler
- Peter Seidl (* 1971), deutscher Rollstuhl-Tennisspieler
- Petra Seidl (* 1957), deutsche Politikerin (CSU)
- Philipp Seidl (* 1997), österreichischer Fußballspieler
- Poldi Seidl (* 1946), kanadische Akkordeonspielerin

### R
- Riccardo Hellmuth Seidl (1904–1941), italienischer Pilot
- Richard Seidl (* 1980), österreichischer Autor über Softwaretest
- Robin Seidl (* 1990), österreichischer Volleyball- und Beachvolleyballspieler
- Rudolf Seidl (1897–nach 1935), österreichischer Fußballspieler
- Rudolf Seidl (Maler) (* 1934), deutscher Maler und Illustrator
- Rupert Seidl (Schauspieler) (* 1955), deutscher Schauspieler
- Rupert Seidl (Forstwissenschaftler) (* 1979), österreichischer Forstwissenschaftler
- Ruth Seidl (* 1953), deutsche Politikerin (Bündnis 90/Die Grünen)

### S
- Sebastian Seidl (* 1990), deutscher Judoka
- Siegfried Seidl (1911–1947), österreichischer SS-Hauptsturmführer
- Simon Seidl (Musiker) (* 1988), deutscher Jazzmusiker
- Simon Seidl (Fußballspieler) (* 2002), österreichischer Fußballspieler
- Simon Seidl (Eishockeyspieler) (* 2006), deutscher Eishockeyspieler
- Simone Seidl geborene Simone Hirth (* 1985), deutsche Schriftstellerin

### T
- Teresa Seidl, US-amerikanische Opernsängerin (Sopran)
- Theodor Seidl (1945–2025), deutscher katholischer Theologe und Hochschullehrer
- Thomas Seidl (Informatiker) (* 1966), deutscher Informatiker
- Thomas Seidl (Künstler) (Tomtschek; 1968–2011), österreichischer Künstler und Regisseur
- Thomas Seidl (Moderator) (* 1991), österreichischer Moderator
- Thomas Seidl (Handballspieler) (* 1992), österreichischer Handballspieler

### U
- Ulf Seidl (1881–1960), österreichischer Maler, Graphiker, Schriftsteller
- Ulrich Seidl (* 1952), österreichischer Regisseur, Drehbuchautor und Produzent
- Ursula Seidl (* 1939), deutsche Archäologin

### W
- Walter Seidl (1905–1937), deutsch-tschechoslowakischer Autor
- Wenzel Seidl (1842–1921), österreichischer Volkssänger
- Wenzel Benno Seidl (1773–1842), österreichischer Botaniker
- Werner Seidl (1914–1941), österreichischer Bildhauer
- Wilhelm Seidl (Richter) (1850–1915), österreichisch-polnischer Jurist und Richter
- Wilhelm Seidl (Zauberkünstler) (1914–1996), österreichischer Zauberkünstler
- Wolfgang Seidl (Theologe) (1491–1562), deutscher Theologe
- Wolfgang Seidl (Geistlicher) (1636–1685), österreichischer Ordensgeistlicher
- Wolfgang Seidl (Politiker) (* 1969), österreichischer Politiker (FPÖ)

## Sonstige
- Seidl (Industriellenfamilie), österreichische Industriellenfamilie